# Aortă
Aorta ( /eɪˈɔrtə/ ay-OR-tə ) este principala și cea mai mare arteră  din corpul uman, care își are originea în ventriculul stâng al inimii și se extinde până în abdomen , în unde se împarte  in două artere mai mici (arterele iliace comune). Aorta distribuie sânge oxigenat către toate părțile corpului prin circulația sistemică. 

## Anatomie

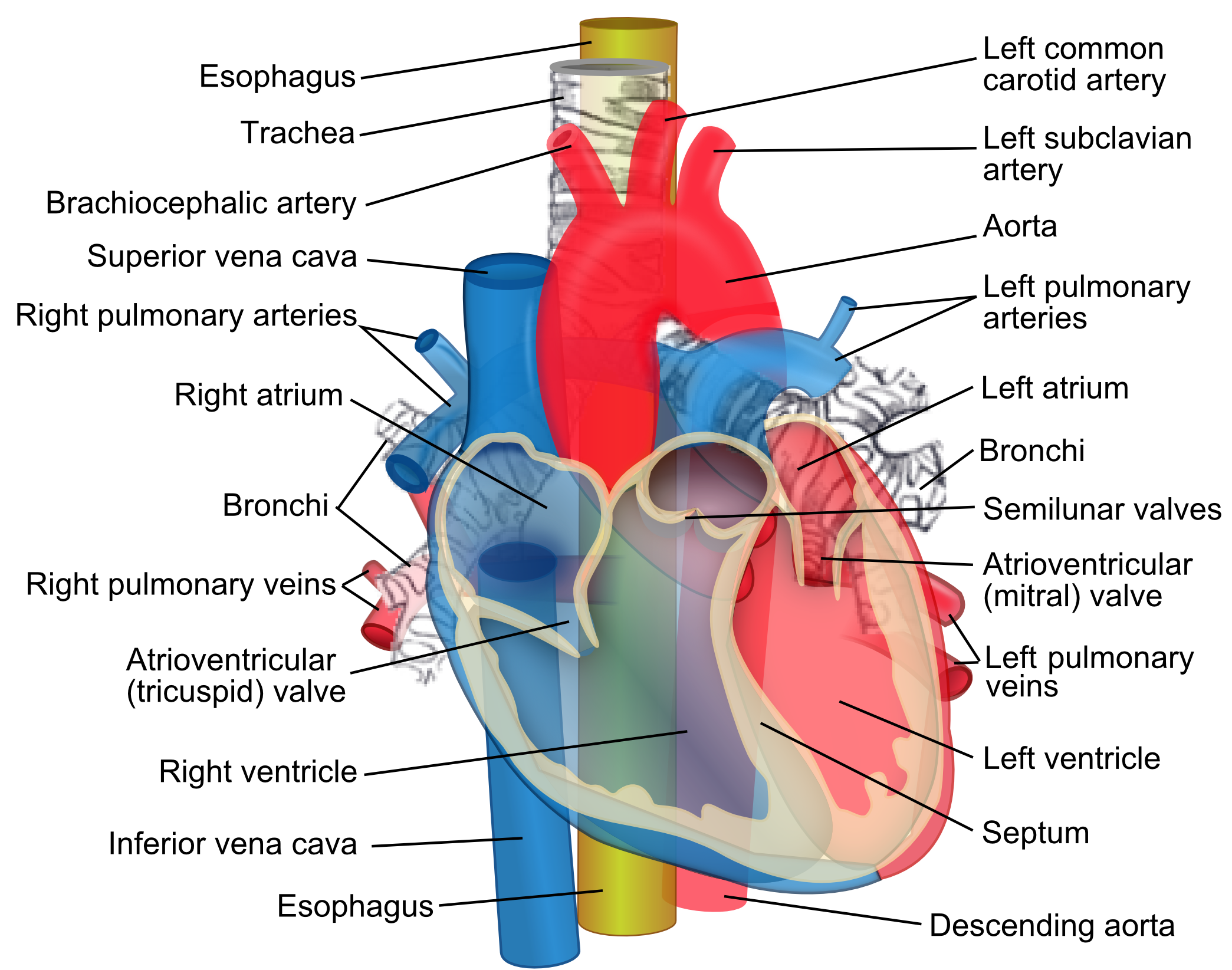
Cursul aortei în torace (vedere anterioară), începând posterior de artera pulmonară principală, apoi anterior de arterele pulmonare drepte, traheea și esofagul, apoi rotindu-se posterior pentru a se îndrepta dorsal spre aceste structuri.

Din surse anatomice, aorta este de împărțită în secțiuni.    
O modalitate de clasificare a unei părți a aortei este prin compartimentul anatomic, unde aorta toracică (sau porțiunea toracică a aortei) are traseul de la inimă la diafragmă. Aorta continuă apoi în jos ca aorta abdominală (sau porțiunea abdominală a aortei) de la diafragmă la bifurcația aortică.
Un alt sistem împarte aorta în raport de cursul și direcția fluxului de sânge. În acest sistem, aorta începe ca aortă ascendentă, se deplasează superior din inimă și apoi face o cotitură cunoscută sub numele de arc aortic. Urmând arcada aortică, aorta se deplasează apoi inferior ca aortă descendentă. Aorta descendentă are două părți. Aorta începe să coboare în cavitatea toracică și, în consecință, este cunoscută sub numele de aorta toracică. După ce aorta trece prin diafragmă, este cunoscută sub numele de aorta abdominală. Aorta se termină prin împărțirea în două vase de sânge majore, arterele iliace comune și un vas mai mic, medial, artera sacrală mediană.  :18

#### Aorta ascendentă
Aorta ascendentă începe de la deschiderea valvei aortice din ventriculul stâng al inimii. Trece printr-o teacă pericardică comună cu trunchiul pulmonar. Aceste două vase de sânge se răsucesc unul în jurul celuilalt, determinând aorta să înceapă posterior trunchiului pulmonar, dar se termină răsucindu-se în partea dreaptă și anterioară.  :191,204 Trecerea de la aorta ascendentă la arcada aortică se face la reflexia pericardică asupra aortei.  :Plate 211
La rădăcina aortei ascendente, lumenul are trei buzunare mici între cuspizii valvei aortice și peretele aortei, și se numesc sinusurile aortice sau sinusurile Valsalva. În sinusul aortic stâng are originea artera coronară stângă, iar sinusul aortic drept dă naștere și arterei coronare drepte . Împreună, aceste două artere alimentează inima. Sinusul aortic posterior nu dă naștere nici unei artere coronare. Din acest motiv, sinusurile aortice stângi, drepte și posterioare se mai numesc și sinusuri stâng-coronare, drept-coronare și non-coronare.  :191

#### Arcul aortic
Arcul aortic se răsucește peste artera pulmonară stângă și bifurcația trunchiului pulmonar, de care rămâne conectat prinligamentul arterios, un rest al circulației fetale care este obliterat la câteva zile după naștere. Pe lângă aceste vase de sânge, arcul aortic traversează bronhia principală stângă. Între arcada aortică și trunchiul pulmonar se află o rețea de fibre nervoase autonome, plexul cardiac sau plexul aortic. Nervul vag stâng, care trece anterior arcului aortic, trimite o ramură majoră, nervul laringian recurent, care se trece sub arcada aortică doar lateral de ligamentul arterios. Apoi urmează un traseu înapoi la gât.
Arcul aortic are trei ramuri majore: de la proximal la distal, acestea sunt trunchiul brahiocefalic, artera carotidă comună stângă și artera subclaviculară stângă. Trunchiul brahiocefalic irigă partea dreaptă a capului și gâtului, precum și brațul drept și peretele toracic, în timp ce ultimii doi vascularizează împreună partea stângă a acelorași regiuni.
Arcul aortic se termină, iar aorta descendentă începe la nivelul discului intervertebral dintre a patra și a cincea vertebră toracică.  :209

#### Aorta toracică
Aorta toracică descendentă dă naștere la arterele intercostale și subcostale, precum și la arterele bronșice stângi superioare și inferioare și ramuri variabile către esofag, mediastin și pericard. Cea mai mică pereche de ramuri sunt arterele frenice superioare, care alimentează diafragma, și arterele subcostale pentru coasta a XII-a.  :195

#### Aorta abdominală
Aorta abdominală începe la hiatusul aortic al diafragmei la nivelul celei de-a XII-a vertebre toracice.  Dă naștere arterelor lombare și musculofrenice, arterelor suprarenale renale medii și arterelor viscerale (trunchiul celiac, artera mezenterică superioară și artera mezenterică inferioară). Se termină printr-o bifurcație în arterele iliace comune stânga și dreapta. În punctul bifurcației, izvorăște și o ramură mai mică, artera sacrală mediană.  :331

### Dezvoltare
Aorta ascendentă se dezvoltă din tractul de ieșire, care începe inițial ca un singur tub care leagă inima de arcurile aortice (care vor forma marile artere) în dezvoltarea timpurie, dar, care, apoi se separă în aortă și trunchiul pulmonar.
Arcurile aortice încep ca cinci perechi de artere simetrice care leagă inima de aorta dorsală și apoi suferă o remodelare semnificativă  pentru a forma structura asimetrică finală a marilor artere, a treia pereche de artere contribuind la formarea  arterelor carotidele comune, a 4-a din dreapta formând baza și partea de mijloc a arterei subclaviculare drepte, iar a 4-a din stânga fiind partea centrală a arcului aortic. Mușchiul neted al marilor artere și adunarea de celule care formează septul aorticopulmonar care separă aorta și artera pulmonară este derivat din creasta neuronală cardiacă. Această contribuție a creastei neuronale la mușchiul neted al marii artere este neobișnuită, deoarece majoritatea mușchilor netezi sunt derivați din mezoderm. De fapt, mușchiul neted din aorta abdominală este derivat din mezoderm, iar arterele coronare, care apar chiar deasupra valvelor semilunare, posedă mușchi neted de origine mezodermală. Eșecul septului aorticopulmonar de a împărți marile vase are ca rezultat trunchiul arterios persistent.

### Microanatomie

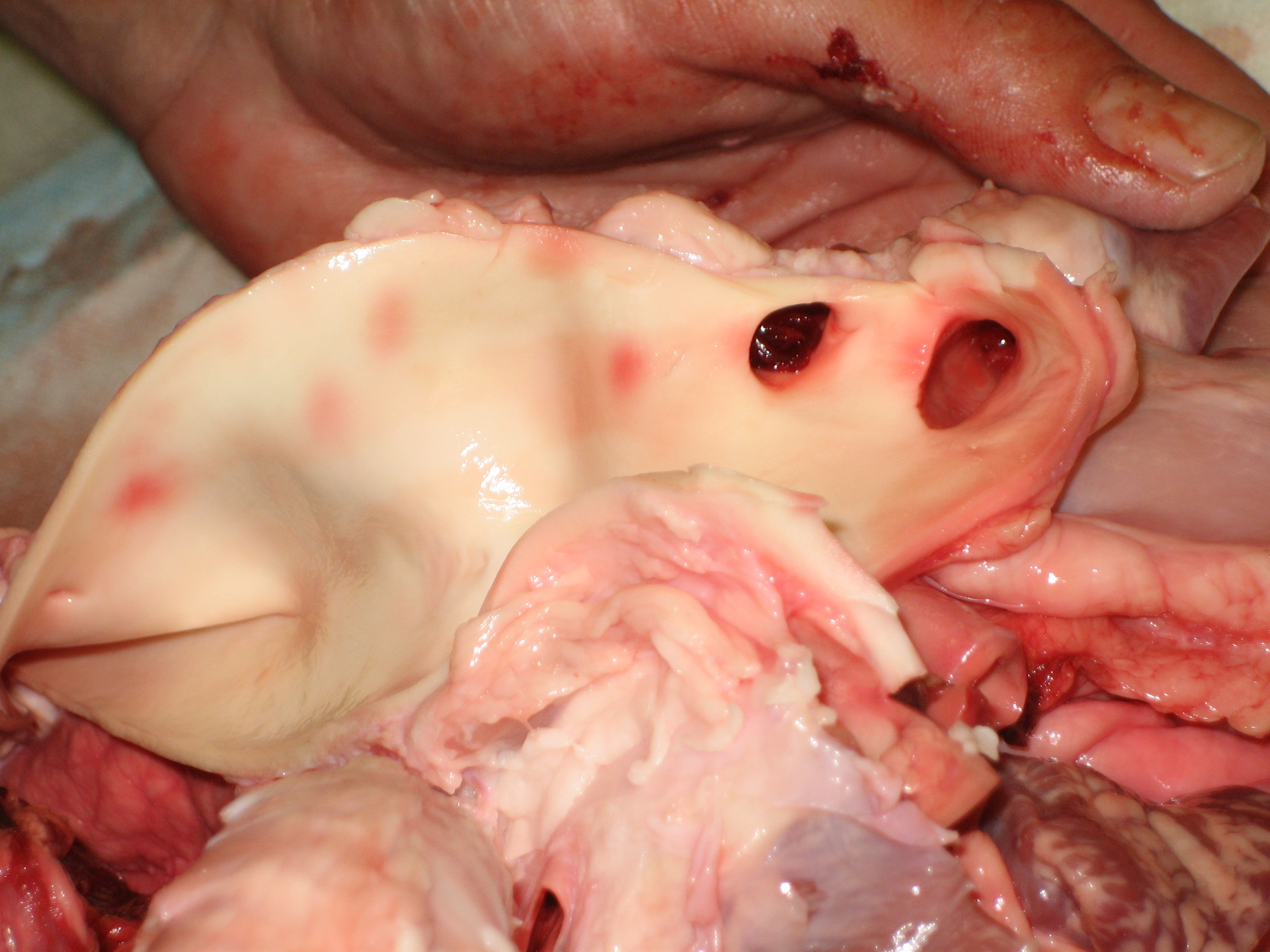
Aorta unui porc a fost deschisă, arătând, de asemenea, niște artere ramificate.

Aorta este o arteră elastică și, ca atare, este destul de distensibilă. Aorta este formată dintr-un amestec eterogen de mușchi netezi, nervi, celule intime, celule endoteliale, celule asemănătoare fibroblastelor și o matrice extracelulară complexă. Peretele vascular este format din mai multe straturi cunoscute sub numele de tunica externa, tunica media și tunica intima. Grosimea aortei necesită o rețea extinsă de vase de sânge minuscule numite vasa vasorum, care alimentează straturile externe ale aortei tunica externa și tunica media.  Arcul aortic conține baroreceptori și chemoreceptori care transmit informații despre tensiunea arterială și pH-ul din sânge și nivelurile de dioxid de carbon către medulla oblongata a creierului. Aceste informații care sunt procesate de creier și sistemul nervos autonom mediază răspunsurile homeostatice.
În tunica media, mușchiul neted și matricea extracelulară sunt cantitativ cele mai mari componente ale peretelui vascular aortic. Unitatea fundamentală a aortei este lamela elastică, care constă din mușchi netezi și matrice elastică. Stratul medial al aortei constă din straturi musculoelastice concentrice (lamela elastică) la mamifere. Componenta mușchiului neted nu modifică dramatic diametrul aortei, ci servește mai degrabă la creșterea rigidității și a viscoelasticității peretelui aortic atunci când este activată. Matricea elastică domină proprietățile biomecanice ale aortei. Matricea elastică formează lamele, formate din fibre elastice, colageni (predominant tip III), proteoglicani și glicoaminoglicani . 

### Variabilitate
Pot apărea variații în localizarea aortei și în modul în care arterele se ramifică din aortă. Aorta, în mod normal în partea stângă a corpului, poate fi găsită în dreapta în dextrocardie, în care inima se găsește în dreapta sau situs inversus, în care este inversată locația tuturor organelor.  :188
De asemenea, pot apărea variații în ramificarea arterelor individuale. De exemplu, artera vertebrală stângă poate apărea din aortă, în locul arterei carotide comune stângi.  :188
În canalul arterial brevetat, o tulburare congenitală, canalul fetal arterial nu reușește să se închidă, lăsând un vas deschis care leagă artera pulmonară de aorta descendentă proximală. 

## Fiziologie

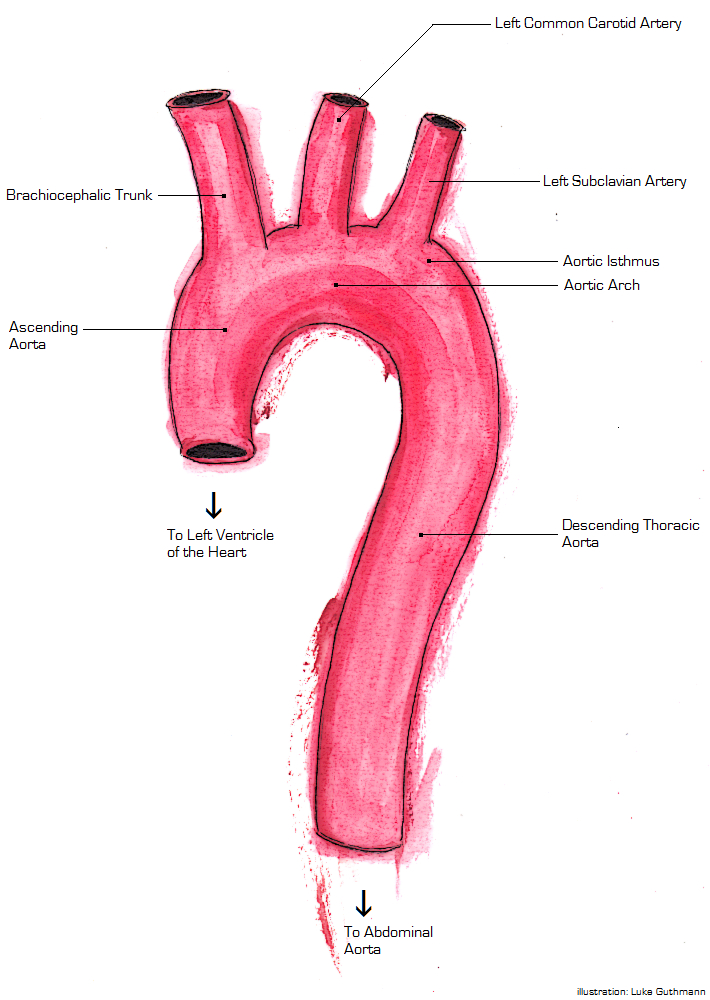
Anatomia aortei majore care prezintă aortă ascendentă, trunchi brahiocefalic, artera carotidă comună stângă, artera subclaviană stângă, istm aortic, arc aortic și aortă toracică descendentă

Aorta alimentează toată circulația sistemică, ceea ce înseamnă că întregul corp, cu excepția zonei respiratorii a plămânului, își primește sângele din aortă. În linii mari, ramurile din aorta ascendentă alimentează inima; ramurile din arcul aortic vascularizează capul, gâtul și brațele; ramurile din aorta toracică descendentă alimentează pieptul (cu excepția inimii și a zonei respiratorii a plămânului); iar ramurile din aorta abdominală alimentează abdomenul.Bazinul și picioarele își iau sângele din arterele iliace comune.

### Fluxul de sânge și viteza
Natura pulsatilă a fluxului sanguin creează o undă de impuls care se propagă în josul arborelui arterial, iar la nivelul bifurcației, undele reflectate se reîntorc către valvulele semilunare și la originea aortei. Aceste unde de întoarcere creează crestătura dicrotică afișată în curba de presiune aortică în timpul ciclului cardiac pe măsură ce aceste unde reflectate împing valva semilunară aortică.  Odată cu înaintarea în vârstă, aorta se rigidizează astfel încât unda pulsului se propagă mai repede și undele reflectate revin mai repede la inimă înainte ca valva semilunară să se închidă, ceea ce crește tensiunea arterială. Rigiditatea aortei este asociată cu o serie de boli și patologii, iar măsurile neinvazive ale vitezei undei pulsului sunt un indicator independent al hipertensiunii. Măsurarea vitezei undei pulsului (invaziv și neinvaziv) este un mijloc de determinare a rigidității arteriale. Viteza aortică maximă poate fi notată ca V max sau mai puțin frecvent ca AoV max .
Presiunea arterială medie (PAM) este cea mai mare în aortă, iar PAM scade de-a lungul circulației de la aortă la artere la arteriole la capilare la vene înapoi în atriu. Diferența dintre presiunea aortică și cea atrială menține fluxul sanguin în circulație.  Când ventriculul stâng se contractă pentru a forța sângele în aortă, aorta se extinde. Această întindere oferă energia potențială care va ajuta la menținerea tensiunii arteriale în timpul diastolei, deoarece în acest timp aorta se contractă pasiv. Acest efect Windkessel al marilor artere elastice are implicații biomecanice importante. Reculul elastic ajută la conservarea energiei din inima pompantă și la netezirea naturii pulsatile create de inimă. Presiunea aortică este cea mai mare la nivelul aortei și devine mai puțin pulsatilă și mai mică, deoarece vasele de sânge se împart în artere, arteriole și capilare, astfel încât fluxul este lent și lin pentru schimbul de gaze și nutrienți.

## Semnificația clinică
- Anevrism aortic - micotic, bacterian (de exemplu sifilis), senil, genetic, asociat cu boli cardiace valvulare
- Coarctație aortică - pre- ductală, post-ductală
- Disecție aortică
- Stenoză aortică
- Aortită, inflamația aortei care poate fi observată în traume, infecții și boli autoimune
- Ateroscleroză
- Sindromul Ehlers–Danlos
- Sindromul Marfan
- Traumă, cum ar fi ruptura aortică traumatică, cel mai adesea toracică și distală până la artera subclaviană stângă [17] și adesea rapid fatală [18]
- Transpunerea marilor vase, vezi și dextro-transpunerea marilor artere și levo-transpunerea marilor artere

## Alte animale
Toți amniotii au un aranjament în general similar cu cel al oamenilor, deși cu o serie de variații individuale. Cu toate acestea, la pești există două vase separate denumite aortas. Aorta ventrală transportă sângele neoxigenat din inimă până la branhii; o parte a acestui vas formează aorta ascendentă în tetrapode (restul formează artera pulmonară). A doua aortă dorsală transportă sângele oxigenat din branhii către restul corpului și este omologă cu aorta descendentă a tetrapodelor. Cele două aorte sunt conectate printr-un număr de vase, una trecând prin fiecare branhie. Amfibienii dețin și al cincilea vas de legătură, astfel încât aorta are două arcuri paralele. 

## Istorie
Cuvântul „Aorta” provine din aorta, latină târzie din greaca clasică aortē ( ἀορτή ), din aeirō, „Ridic, ridic” ( ἀείρω )  Acest termen a fost aplicat pentru prima dată de Aristotel atunci când descrie aorta și descrie cu exactitate cum pare „suspendat” deasupra inimii. 
Funcția aortei este documentată în Talmud, unde este notată ca una dintre cele trei vase majore care intră sau ies din inimă și unde perforația este legată de moarte. 